# Roimata Hansell-Pune
Pour les articles homonymes, voir Hansell et Pune (homonymie).

a Compétitions nationales et continentales officielles uniquement.

Dernière mise à jour le 10 juin 2022.
Roimata Hansell-Pune, né le 6 novembre 1986 à Auckland (Nouvelle-Zélande), est un joueur de rugby à XV néo-zélandais qui évolue principalement au poste de centre.

## Biographie

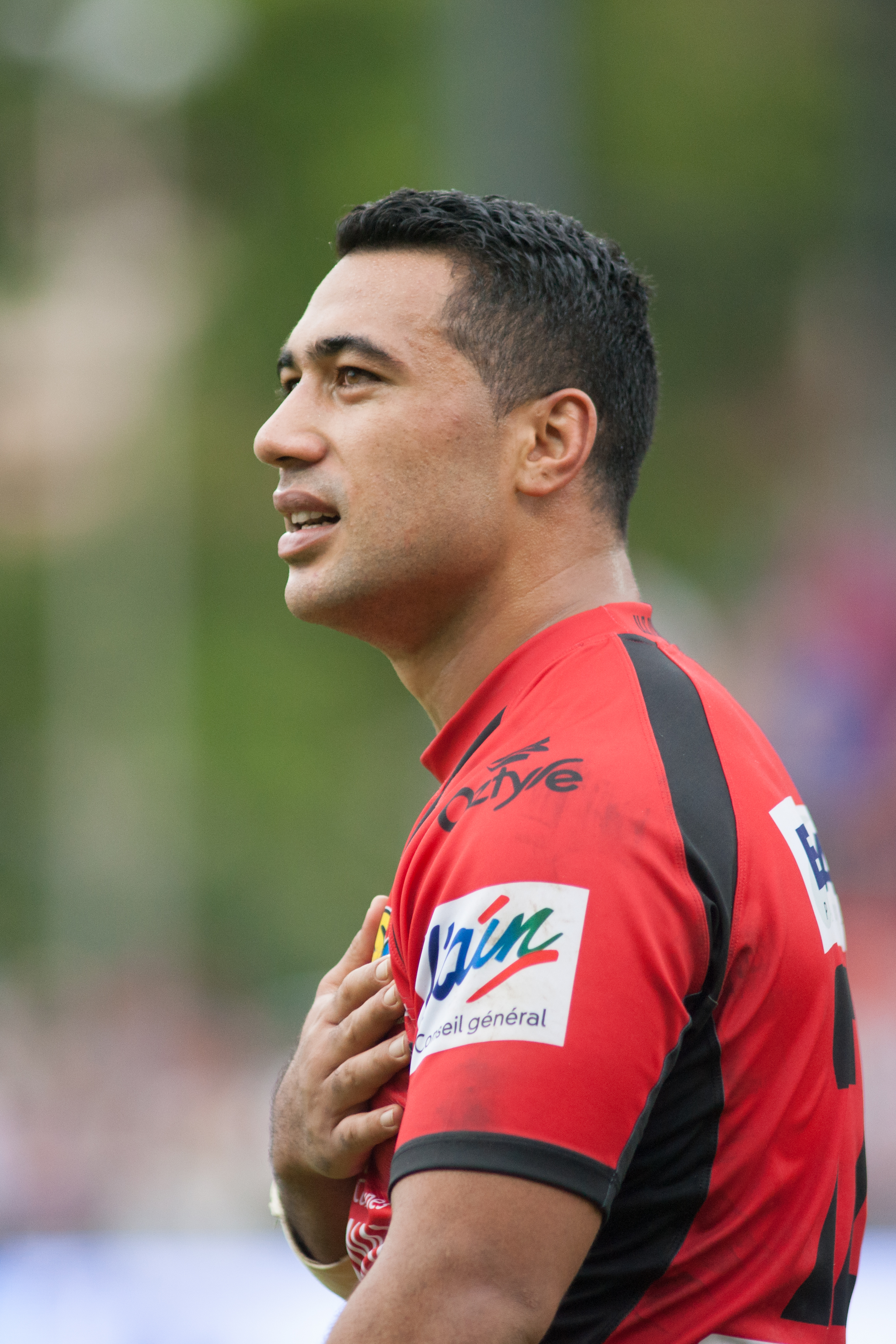
Roimata Hansell-Pune en septembre 2013.

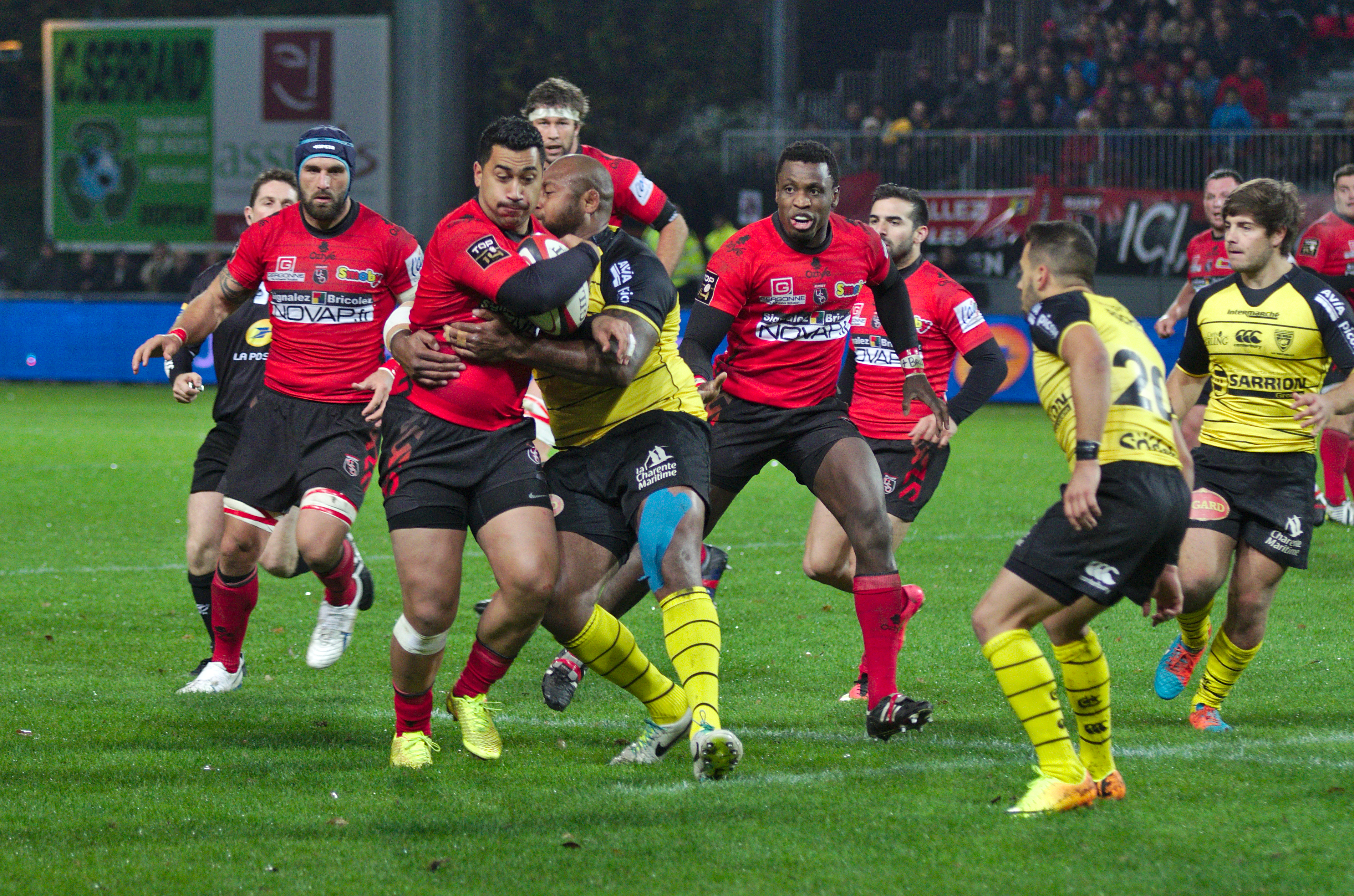
Roimata Hansell-Pune, ballon en main, lors d'un match contre le Stade rochelais en novembre 2014.

Roimata Hansell-Pune commence à jouer au rugby lors de sa scolarité au St Peter's College dans sa ville natale d'Auckland, avant de rejoindre le club de Ponsonby dans le championnat amateur local. Avec ce club, il remporte le championnat d'Auckland en 2006,.
Il rejoint l'académie (centre de formation) de la province d'Auckland en National Provincial Championship (NPC) en 2005,. Il joue une saison avec l'équipe des moins de 21 ans. L'année suivante, il est recruté par l'entraîneur Pat Lam pour faire partie de l'équipe première de la province. Lors de cette première saison au niveau professionnel, il joue trois rencontres, dont une titularisation,.
En 2007, il rejoint la province de Waikato dans le même championnat, où il est entraîné par Warren Gatland,. Il fait une première saison pleine, jouant douze matchs, tous comme titulaire.
Grâce à ses performances en NPC, il est recruté par la franchise des Chiefs pour faire partie de leur groupe élargi d'entraînement pour la saison 2008 de Super 14. Il est présent sur la feuille de match en tant que remplaçant lors d'un match face aux Bulls au mois de mars, sans pour autant rentrer en jeu. Il ne joue finalement aucun match avec cette équipe.
Il continue ensuite sa carrière avec Waikato, lors des saisons 2008 et 2009 de NPC, mais voit son temps de jeu baisser,.
Dans le but de relancer sa carrière, il décide en 2010 de s'expatrier en France, et s'engage avec l'US Oyonnax en Pro D2. Arrivé au sein du club entraîné par Christophe Urios, il s'impose rapidement au poste de centre, ainsi que comme un joueur majeur de l'effectif,. Ainsi, il participe pleinement à l'obtention du titre de champion de France de Pro D2 en 2013, et à l'accession du club en Top 14. À l'échelon supérieur, Hansell-Pune continue d'être un cadre de l'effectif oyonnaxien, malgré un certain nombre de blessures, et endosse régulièrement le rôle de capitaine,. Après la relégation de son club en 2016, il remporte un nouveau titre de Pro D2 en 2017. Il quitte le club aindinois en 2020, après une décennie de présence, et plus de 200 matchs disputés.
Il rejoint alors le Club sportif Bourgoin-Jallieu, évoluant en Nationale (3e division). Il joue beaucoup lors de sa première saison en Isère, partageant son temps de jeu entre son poste habituel de centre, et celui de demi d'ouverture,. Après une seconde saison avec Bourgoin, et un total de douze saisons en France, il décide de mettre un terme à sa carrière de joueur en juin 2022,.

## Palmarès

### En club
- Champion de Pro D2 en 2013 et 2017 avec Oyonnax.

## Statistiques

### En club
| 2006      | Auckland            | 3   | 0   |
| 2007      | Waikato             | 12  | 20  |
| 2008      | Waikato             | 6   | 0   |
| 2009      | Waikato             | 5   | 0   |
| 2010-2011 | US Oyonnax          | 25  | 35  |
| 2011-2012 | US Oyonnax          | 28  | 15  |
| 2012-2013 | US Oyonnax          | 29  | 25  |
| 2013-2014 | US Oyonnax          | 26  | 12  |
| 2014-2015 | US Oyonnax          | 28  | 10  |
| 2015-2016 | US Oyonnax          | 11  | 0   |
| 2016-2017 | US Oyonnax          | 13  | 10  |
| 2017-2018 | US Oyonnax          | 14  | 0   |
| 2018-2019 | 0 Oyonnax rugby     | 21  | 25  |
| 2019-2020 | Oyonnax rugby       | 11  | 0   |
| 2020-2021 | CS Bourgoin-Jallieu | 16  | 15  |
| 2021-2022 | CS Bourgoin-Jallieu | 19  | 0   |
| 2006-2021 | Total               | 267 | 167 |